# Mountain Men

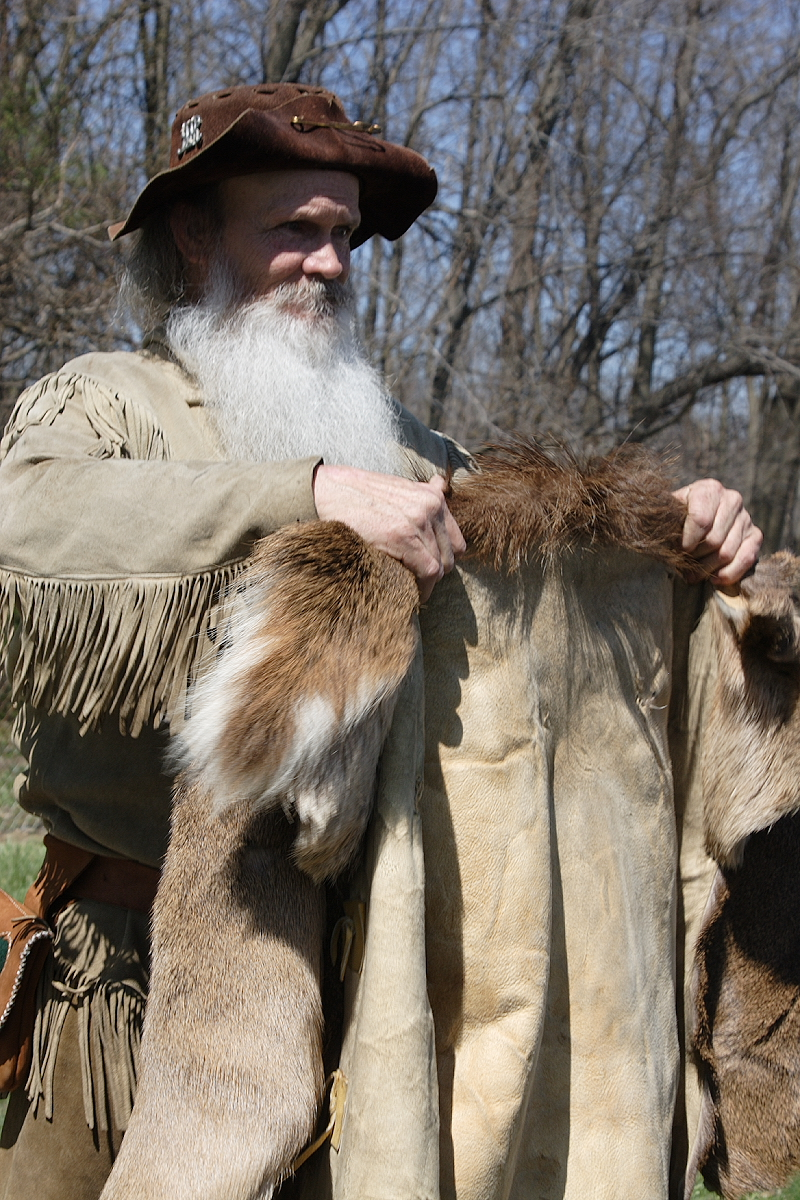
Trapper-Reenactor in Wildleder-Kleidung, 2006

Mountain Men waren Trapper, Pelzhändler, Entdecker und Abenteurer, die in der ersten Hälfte des 19. Jahrhunderts die Rocky Mountains durchstreiften. Ihr Hauptinteresse galt der Jagd auf Biber und dem Verkauf der Felle, wobei einige auch an der Erforschung des Westens interessiert waren.

## Geschichte
In den Jahren zwischen 1820 und 1840 lebten und jagten ungefähr 3000 nicht-indianische Männer in den Rocky Mountains. Dieser Zeitraum war der Höhepunkt der Biberjagd. Die meisten Mountain Men waren Beschäftigte verschiedener Pelzhandelsunternehmen, vor allem der Rocky Mountain Fur Company und der American Fur Company, in der Frühzeit auch der Missouri Fur Company. Das Leben der Angestellten war in Anlehnung an militärische Disziplin organisiert.
Im Jahr 1824 wurde das Rendezvous-System eingeführt: Die Pelzhandelsunternehmen brachten im Sommer zu speziellen Orten Vorräte, handelten dort mit den Trappern und schickten die Pelze im Herbst über den Missouri und den Mississippi nach Süden. William Henry Ashley war der erste, der mit seiner Rocky Mountain Fur Company dieses System nutzte.
Biberfelle waren notwendig für die Produktion von Biberhüten, eine Mode, die ursprünglich aus England kam, aber in den 1840er Jahren wieder verschwand. Gleichzeitig mit dem Nachlassen des Bedarfs nach Biberpelzen kam es zu einem Rückgang der Biberpopulation durch zu starke Bejagung. Dies, zusammen mit der besseren Erschließung des Westens, zum Beispiel durch den Oregon Trail und den Mormon Trail, läutete das Ende der klassischen Mountain Men ein. Ab Mitte der 1830er Jahre wurden Bisonhäute wichtiger, 1850 dominierten sie das Geschäft.

## Bekannte Mountain Men

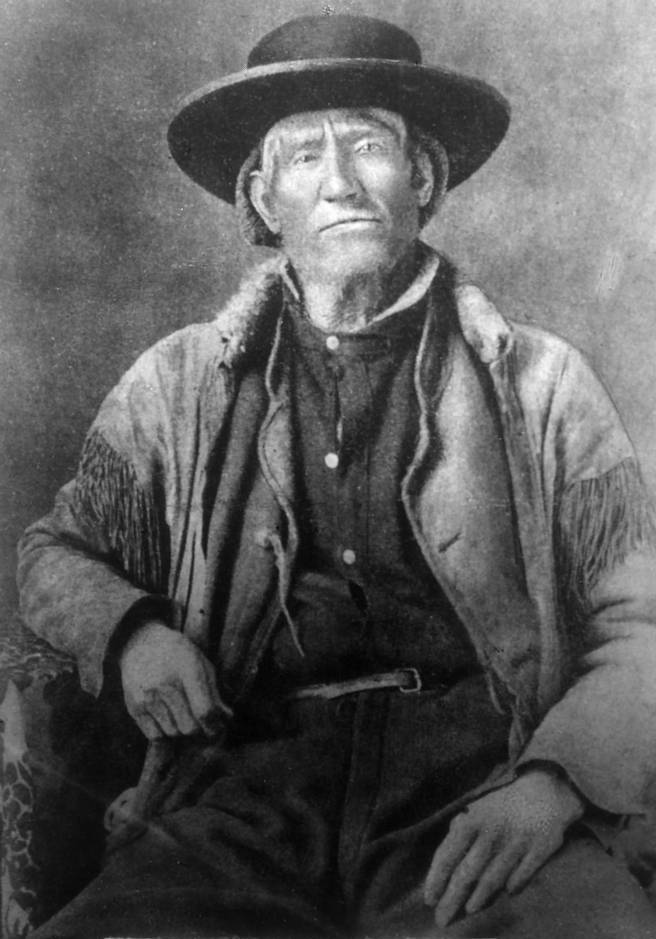
Trapper Jim Bridger

- James P. Beckwourth (1798 oder 1800–1866), Sklave, Trapper, Indianerhäuptling, Soldat, Händler, Gastwirt und Scout im Wilden Westen
- Jim Bridger (1804–1881), Mountain Man, Trapper, Scout und Entdecker im Wilden Westen
- Kit Carson (1809–1868), Pionier, Trapper, Führer, Scout, Rancher, Indianeragent und Soldat im Rang eines Brevet-Brigadegenerals
- John Jeremiah Johnson (1824–1900), Trapper, Pelzhändler und Abenteurer im Wilden Westen
- Jacques La Ramee (1784–1821), franko-kanadischer Trapper, Pelzhändler, Entdecker und Mountain Man
- Thomas Fitzpatrick (1799–1854), Pelzhändler, Mountain Man, Scout und Trapper
- Etienne Provost (1785–1850), franko-kanadischer Mountain Man, Trapper und Entdecker
- Jedediah Smith (1798–1831), Trapper, Entdecker und Pelzhändler
- William Sublette (1799–1845), Pelzhändler, Mountain Man und Trapper
- Joseph R. Walker (1798–1876), Mountain Man, Trapper, Scout, Entdecker und Pionier
- Old Bill Williams (1787–1849), Mountain Man, Trapper, Scout, Prediger, Sprachforscher und Pionier

## Mountain Men in Medien
1980 erschien der Film The Mountain Men (deutsch: Duell am Wind River) mit Charlton Heston.